# High Visibility
High Visibility från 2000 är det fjärde albumet av den svenska rockgruppen The Hellacopters. 

## Låtlista
1. "Hopeless Case of a Kid in Denial" (Nicke Andersson) - 3:04
2. "Baby Borderline" (Nicke Andersson) - 2:49
3. "Sometimes I Don't Know" (Nicke Andersson) - 2:27
4. "Toys and Flavors" (Nicke Andersson/Chips Kiesbye) - 3:33
5. "You're Too Good (To Me Baby)" (Hargreaves/Kaplan/Love) - 2:27
6. "Throw Away Heroes" (Nicke Andersson) - 3:18
7. "No Song Unheard" (Nicke Andersson) - 4:01
8. "Truckloads of Nothin'" (Nicke Andersson/Chips Kiesbye) - 2:48
9. "A Heart Without Home" (Nicke Andersson/Kenny Håkansson) - 3:50
10. "No One's Gonna Do it For You" (Nicke Andersson/Kenny Håkansson) - 3:09
11. "I Wanna Touch" (Nicke Andersson) - 2:32
12. "Hurtin' Time" (Nicke Andersson/Scott Morgan) - 2:29
13. "Envious" (Nicke Andersson) - 4:02
14. "No Dogs" (endast på vinyl)

## Medverkande
- Nick Royale: sång, gitarr, clavinet, percussion
- Robert "Strings" Dahlqvist: gitarr, bakgrundssång
- Kenny Håkansson: bas
- Robert Eriksson: trummor, bakgrundssång
- Bobby Lee Fett: orgel, piano
- Chips Kiesbye: bakgrundssång, producent
- Mattias Bärjed: gitarr
- Fredrik Wennerlund: percussion
- Biff Malibu: "Master of ceremonies"
- Karin Thyr: bakgrundssång på "You're Too Good"
- Charlotte Ollward: bakgrundssång på "You're Too Good"